# Śląsk Wrocław
WKS Śląsk Wrocław är en polsk fotbollsklubb från staden Wrocław. Klubben är för tillfället bland de främsta klubbarna inom polsk fotboll, med 2 polska mästerskap (1977, 2012) och 2 segrar i polska cupen (1976, 1987). Klubben har en bred supporterskara runt om i Nedre Schlesiens vojvodskap och framförallt i hemstaden Wrocław.

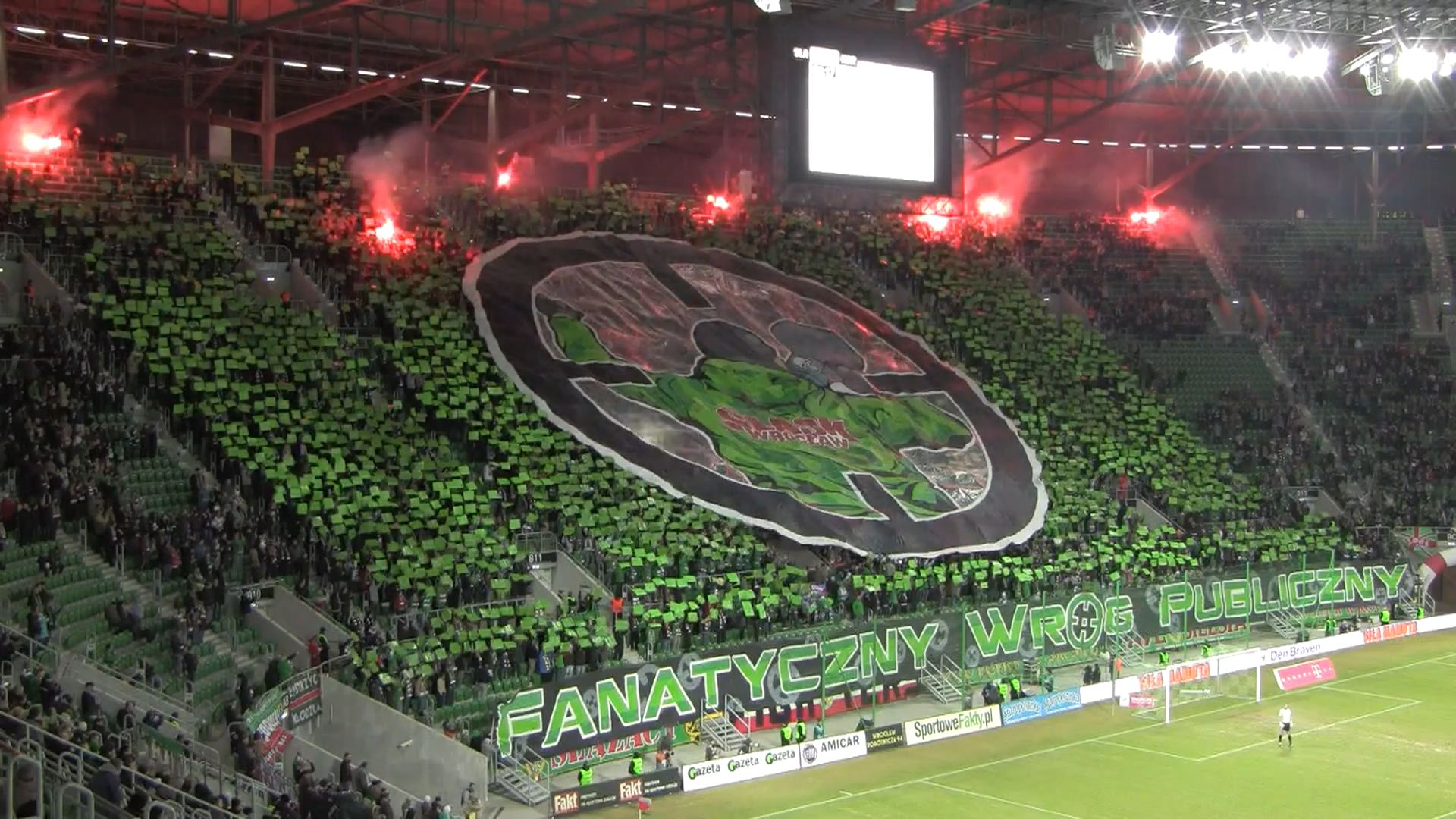
Anhängare av Śląsk Wrocław.

## Meriter (vinster)
- Polska mästare (Mistrz Polski) (2) : 1977, 2012
- Ekstraklasa Cupen (Puchar Ekstraklasy) (1) : 2009
- Polska Cupen (Puchar Polski) (2) : 1976, 1987
- Polska Supercupen (Superpuchar Polski) (1) : 1987, 2012
- Polska juniormästare U-19 (Mistrzowie Polski juniorów w piłce nożnej U-19) (1) : 1979

## Noter

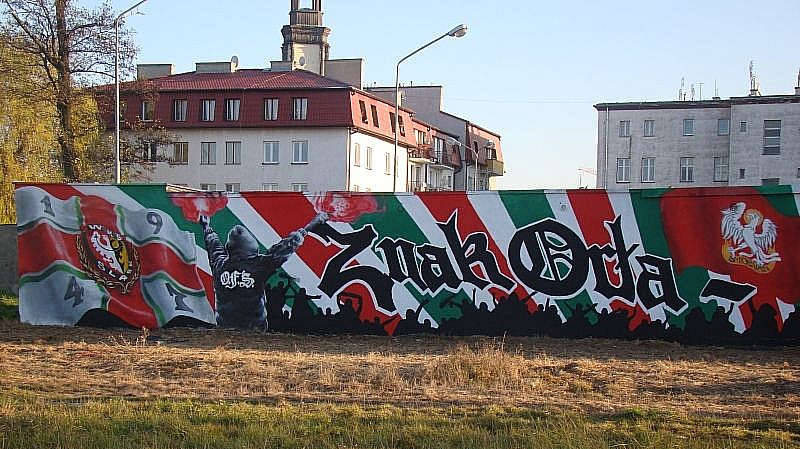
Graffiti

## Berömda spelare som spelat/spelar i klubben
Polen
- Piotr Celeban
- Tomasz Kuszczak
- Sebastian Mila
- Jan Tomaszewski

## Hemmaarena
|  |  |